# Großkroatien

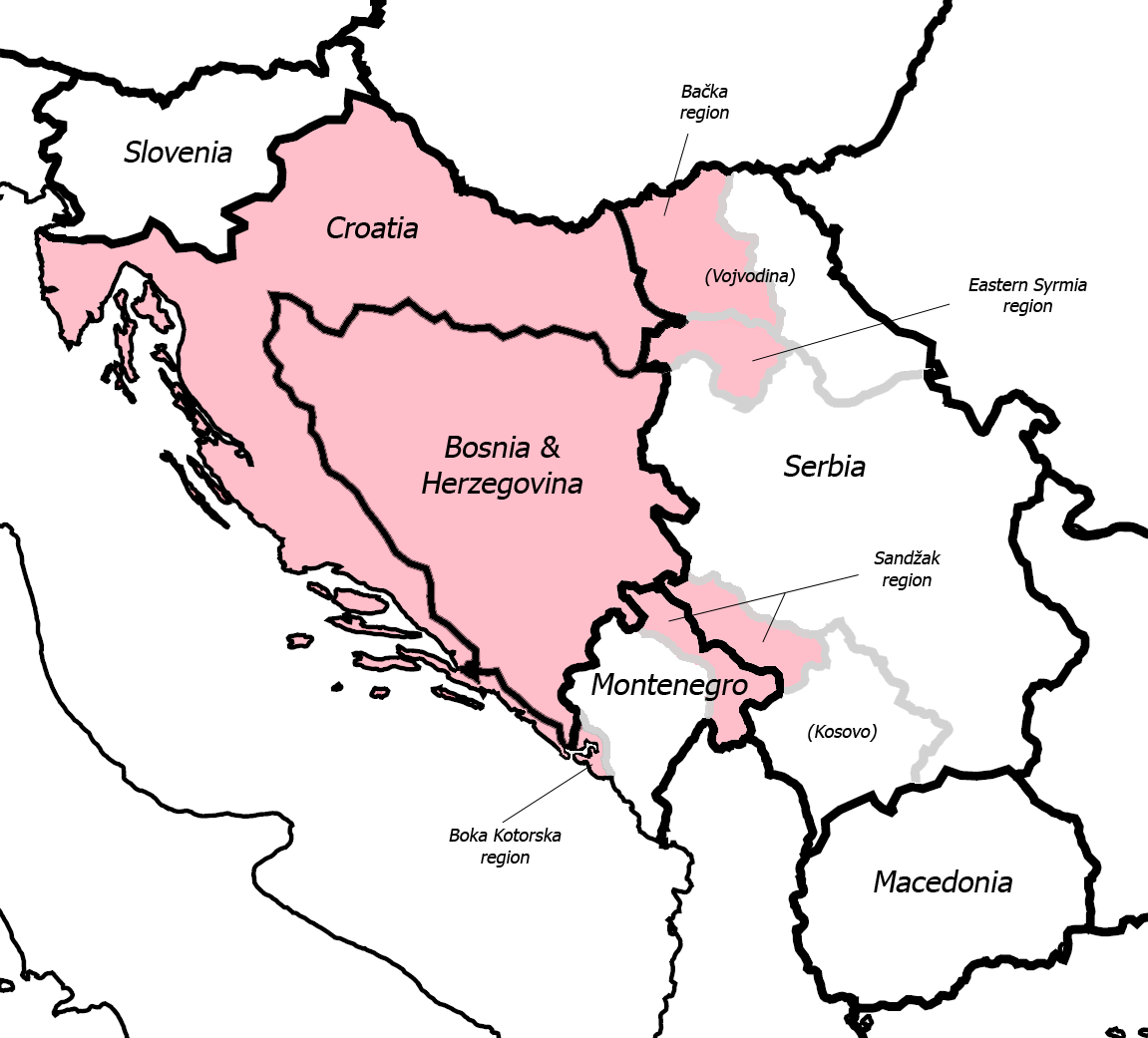
Karte der möglichen Gebiete eines Großkroatien: die Republik Kroatien, Bosnien und Herzegowina, Bačka, Syrmien, Sandžak und die Bucht von Kotor

Großkroatien (kroatisch Velika Hrvatska) bezeichnet ein theoretisches Staatsgebilde, das in der kroatischen Geschichte von einigen teils nationalistischen Gruppen angestrebt wurde und noch heute ein politisches Ziel der rechtsextremen Kroatischen Partei des Rechts (HSP) ist.
Hierbei sollen alle Kroaten in einem unabhängigen Staat vereinigt werden, der alle kroatischen Siedlungsgebiete (auch die Minderheitsgebiete) umfasst. Hierbei gab es verschiedene Ansichten darüber, welche Bevölkerungsgruppen aufgrund ihrer Abstammung, Konfession oder Sprache zu den Kroaten zu rechnen seien.
Teils wird schon die Absicht, über die derzeitigen Grenzen der Republik Kroatien hinaus Gebiete an Kroatien anzugliedern, als Versuch der Errichtung eines „Großkroatien“ angesehen. So klagte der Internationale Strafgerichtshof für das ehemalige Jugoslawien hochrangige Politiker und Militärs an, welche versucht haben sollen, die Siedlungsgebiete der Kroaten in Bosnien und Herzegowina während des Bosnienkriegs (1992–1995) anzugliedern, um das Ziel „eines „Großkroatien“ in den Grenzen der Banschaft Kroatien“ zu erreichen.
Ein konkurrierendes Projekt, das zu großen Teilen die gleichen Territorien betrifft, ist die Idee eines Großserbien.

## Geschichte

Die Triaskarte der Habsburgermonarchie. Vorschlag einer „trialistischen“ bzw. „großkroatischen“ Lösung von Heinrich Hanau (1842–1917), Wien 1909.

### Entstehung
Die politische Idee eines Großkroatien entstand zur Zeit der Nationenbildung im 19. Jahrhundert.
So adaptierte der Politiker Ante Starčević (1823–1896, HSP) das politische Konzept einer kroatischen Nation, bzw. eines kroatischen Volkes. Der Nation der Kroaten seien die Bewohner Großkroatiens (z. B. Kroatien, Bosnien und Herzegowina, Slowenien) zugehörig. Da auf diesem, als historisch kroatisch angesehenen, Gebiet nur die kroatische Nation existieren könne, wurden Serben und andere Völker nicht anerkannt, bzw. als orthodoxe oder muslimische Kroaten betrachtet.

### Trialismus
Zur gleichen Zeit forderten kroatische Jugoslawisten ein autonomes südslawisches Königreich als dritte Entität neben Österreich und Ungarn innerhalb der Habsburgermonarchie. Kaiser Franz Joseph I. (1830–1916) und sein Thronfolger Franz Ferdinand (1863–1914) lehnten diese „trialistisch“ oder auch „großkroatisch“ genannte Lösung ab. Auch wurden den auf unterschiedliche Reichsteile zerstreuten Südslawen nicht mehr Rechte zugestanden, sodass sich immer mehr nationalbewegte Kroaten deswegen von der Monarchie abwandten.

### Zweiter Weltkrieg

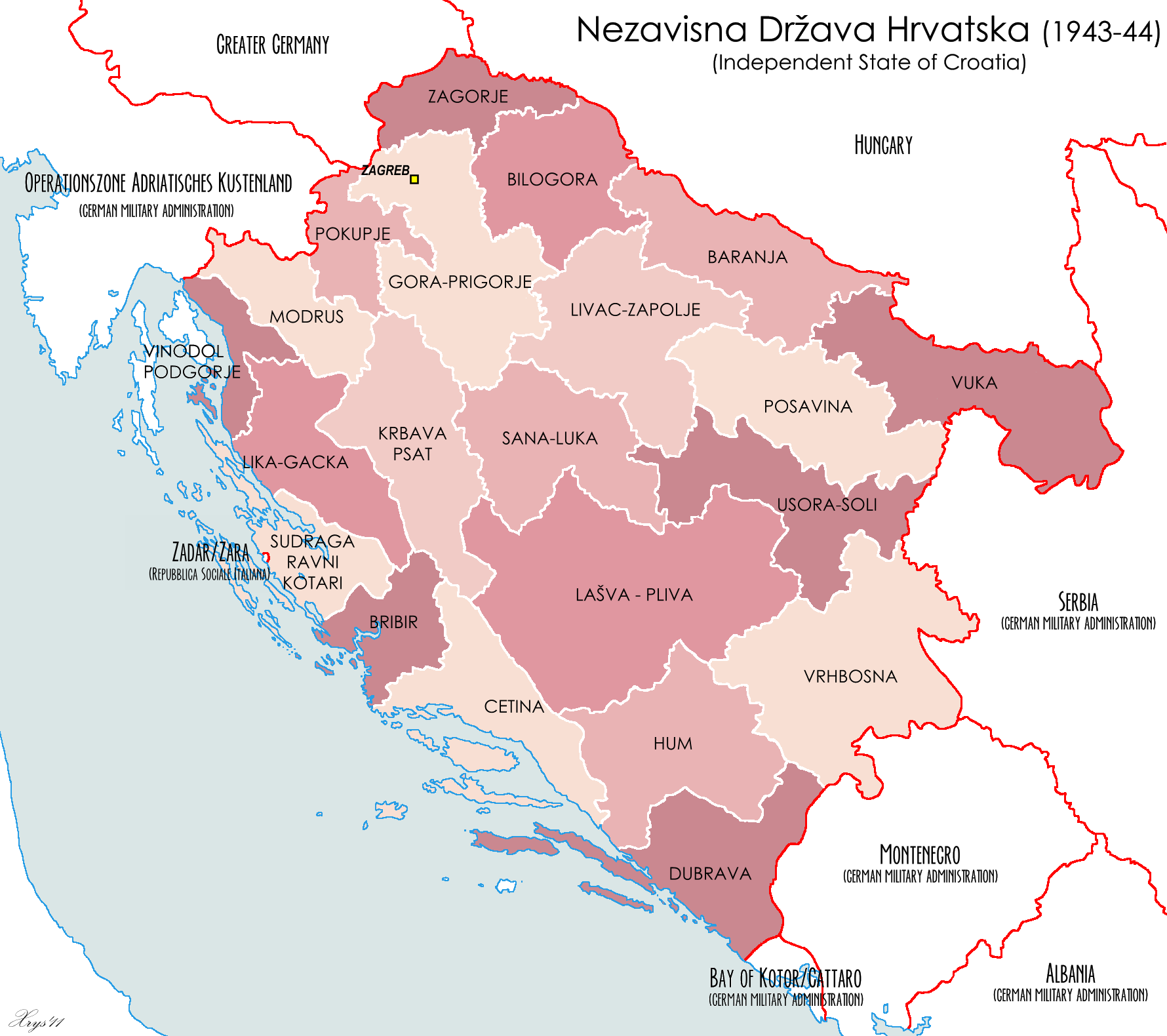
Verwaltungsgliederung des Unabhängigen Staates Kroatien im Jahr 1943.

Im Jahr 1939 wurde innerhalb des Königreichs Jugoslawien die teilautonome Banschaft Kroatien geschaffen. Ziel war die Entschärfung des kroatisch-serbischen Konfliktes und damit die politische Stabilisierung des Königreichs Jugoslawien nach dem serbisch-kroatischen Ausgleich durch das Sporazum Cvetković-Maček. Die Kroatische Banschaft wurde aus den mehrheitlich von Kroaten bewohnten Gebieten verschiedener königlich-jugoslawischen Banschaften gebildet, einschließlich der Mehrheitsgebiete der Kroaten in Bosnien und Herzegowina. Sie existierte bis zur Zerschlagung des Königreichs Jugoslawien und der Gründung des Unabhängigen Staates Kroatien im Jahr 1941.
Während des Zweiten Weltkriegs konnte die radikale Ustascha ihr großkroatisches Ziel, nämlich „die Wiederherstellung des freien und unabhängigen kroatischen Staates auf dem gesamten historischen und ethnisch geschlossenen Gebiet des kroatischen Volkes“, im Jahr 1941 nur unzureichend durch den Unabhängigen Staat Kroatien (bis 1945) verwirklichen. Erklärtes Gebiet dieses Staates waren „nur“ Teile des heutigen Kroatien (ohne Istrien und bis 1943 ohne Teile Dalmatiens), ganz Bosnien und Herzegowina sowie der serbische Teil Syrmiens.

### Zerfall Jugoslawiens
Zu Beginn des Kroatien- und Bosnienkriegs Anfang der 1990er-Jahre kämpften  die Kroatischen Verteidigungskräfte (HOS), der paramilitärische Arm der HSP, für die Verteidigung und Eroberung kroatischer Gebiete und die Errichtung eines Großkroatien. Die mehrheitlich von den Kroaten in Bosnien-Herzegowina besiedelten Gebiete wurden zu einem De-facto-Regime zusammengeschlossen. Am 18. November 1991 wurde die Kroatische Gemeinschaft Herceg-Bosna gegründet und bezeichnete sich als „politische, kulturelle und wirtschaftliche Verwaltungseinheit der Kroaten in Bosnien und Herzegowina“. Nach der Präsentation des (später abgelehnten) Owen-Stoltenberg-Planes, eines Konföderationsmodelles Bosniens und Herzegowinas, wurde sie am 28. August 1993 von ihrem Präsidenten Mate Boban zur Kroatischen Republik Herceg-Bosna mit 30 Bezirken proklamiert und beanspruchte den Status eines autonomen Teilstaates innerhalb der Republik Bosnien und Herzegowina, mit der Absicht einer späteren Angliederung an die Republik Kroatien.